# MLKS Czarna Strzała

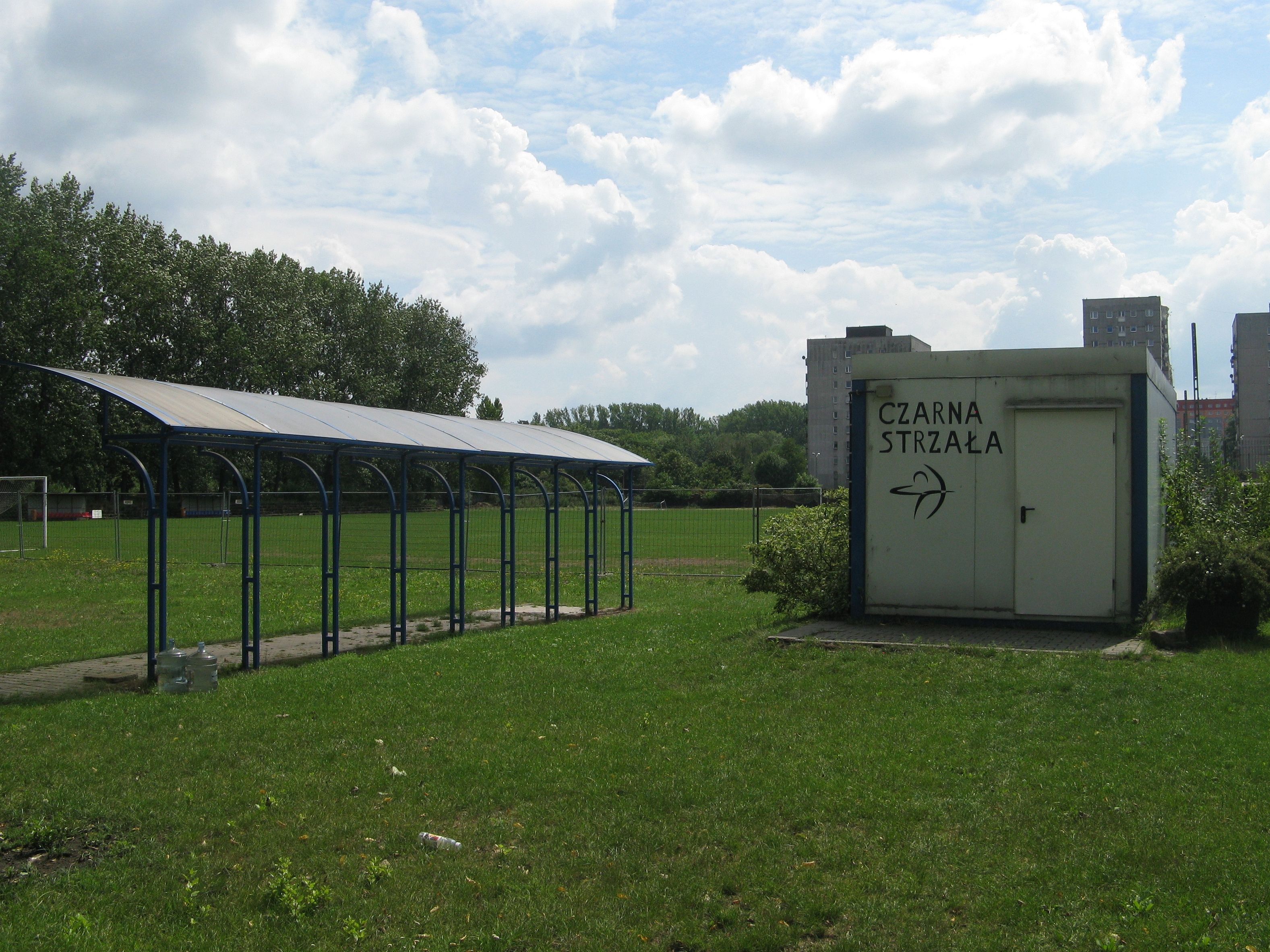
Teren klubu przy ul. Piłkarskiej w Bytomiu (2018)

Miejsko-Ludowy Klub Sportowy „Czarna Strzała” – bytomski klub łuczniczy powstały w 2001 roku w wyniku oddzielenia się od GKS-u Czarnych Bytom.
Historia łucznictwa w Bytomiu sięga początku lat 60. XX wieku, gdzie przy TKKF "Orzeł" założono pierwszą sekcję łuczniczą w mieście.
Klub jest członkiem Polskiego Związku Łuczniczego w Warszawie, Śląskiego Okręgowe Związku Łuczniczego w Żywcu oraz wojewódzkiego i krajowego zrzeszenia LZS. Klub "Czarna Strzała" w rocznych rankingach PZŁucz plasuje się od ponad 15 lat w pierwszej dziesiątce klubów łuczniczych w Polsce. W 2011 roku klub został sklasyfikowany na 4 miejscu w rankingu klubów i sekcji łuczniczych według klasyfikacji współzawodnictwa dzieci i młodzieży MSiT zdobytych punktów w kategoriach młodzieżowych, jest to najlepszy wynik w historii klubu.

## Osiągnięcia sportowe

### Igrzyska Olimpijskie
Od początku istnienia "Czarnej Strzały" zawodnicy trzykrotnie startowali podczas Igrzysk Olimpijskich:
- Ateny 2004 - Małgorzata Sobieraj,
- Pekin 2008 - Małgorzata Ćwienczek (Sobieraj),
- Londyn 2012 - Grażyna Wojciechowska.

### Młodzieżowe Igrzyska Olimpijskie
- Singapur 2010 - Maciej Jaworski

### Mistrzostwa Świata
- Nowy Jork 2003 - Małgorzata Sobieraj,
- Madryt 2005 - Małgorzata Sobieraj,
- Lipsk 2007 - Małgorzata Ćwienczek (Sobieraj),
- Turyn 2011 - Grażyna Wojciechowska.

### Mistrzostwa Świata Juniorów i Kadetów
- Merida 2007 - Andrzej Wojciechowski, Joanna Kamińska,
- Antalya 2009 - Joanna Kamińska,
- Legnica 2011 - Joanna Kamińska,
- Wrocław 2021 - Martyna Stach,
- Limerick 2023 - Stanisław Sypion, Anna Kołodziejczyk.

### Mistrzostwa Europy Seniorów
- Bruksela 2004 - Małgorzata Sobieraj,
- Vittel 2008 - Małgorzata Ćwienczek (Sobieraj),
- Amsterdam 2012 - Grażyna Wojciechowska,
- Essen 2022 - Martyna Stach.

### Mistrzostwa Europy Juniorów
- 2006 - Andrzej Wojciechowski,
- 2008 - Joanna Kamińska,
- 2010 - Maciej Jaworski,
- Patras 2018 - Klaudia Szmit,
- Lilleshall 2022 - Natalia Michalska.

### Klubowy Puchar Europy
- Compiegne 2012 - zespół mężczyzn: Piotr Łukasiewicz, Dawid Michalski, Andrzej Wojciechowski,
- Kamnik 2013 - zespół mężczyzn: Jarosław Jaworski, Piotr Łukasiewicz, Dawid Michalski; zespół kobiet: Kinga Grzyśka, Anna Pieprzyca, Anna Szukalska,
- Rovereto 2014 - zespół mężczyzn: Piotr Łukasiewicz, Dawid Michalski, Mateusz Turek; zespół kobiet: Kinga Grzyśka, Klaudia Szmit, Grażyna Wojciechowska,
- Iasi 2017 - zespół mężczyzn: Bartosz Filip, Mateusz Turek, Igor Wolski; zespół kobiet: Kinga Grzyśka, Anna Pieprzyca, Klaudia Szmit,
- Ruse 2022 - zespół mężczyzn: Piotr Andrzejczak, Jakub Dutkowski, Szymon Stecki; zespół kobiet: Natalia Michalska, Martyna Stach, Anna Kołodziejczyk.

### Puchary Świata Seniorów, Pucharu Europy Seniorów i Juniorów
W latach 2001–2018 zawodnicy "Czarnej Strzały" reprezentowali kraj podczas:
- Pucharów Świata (34 razy) - Małgorzata Sobieraj, Anna Szukalska, Grażyna Wojciechowska, Martyna Stach.
- Puchary Europy Seniorów (15 razy) - Joanna Kamińska, Małgorzata Sobieraj, Anna Szukalska, Grażyna Wojciechowska, Katarzyna Wojciechowska, Natalia Michalska.
- Puchary Europy Juniorów i Kadetów (22 razy) -  Dagmara Janeczek, Joanna Janus, Maciej Jaworski, Joanna Kamińska, Klaudia Szmit, Katarzyna Wojciechowska, Andrzej Wojciechowski, Anna Kołodziejczyk, Stanisław Sypion, Martyna Stach, Natalia Michalska, Jakub Dutkowski.

## Baza sportowa

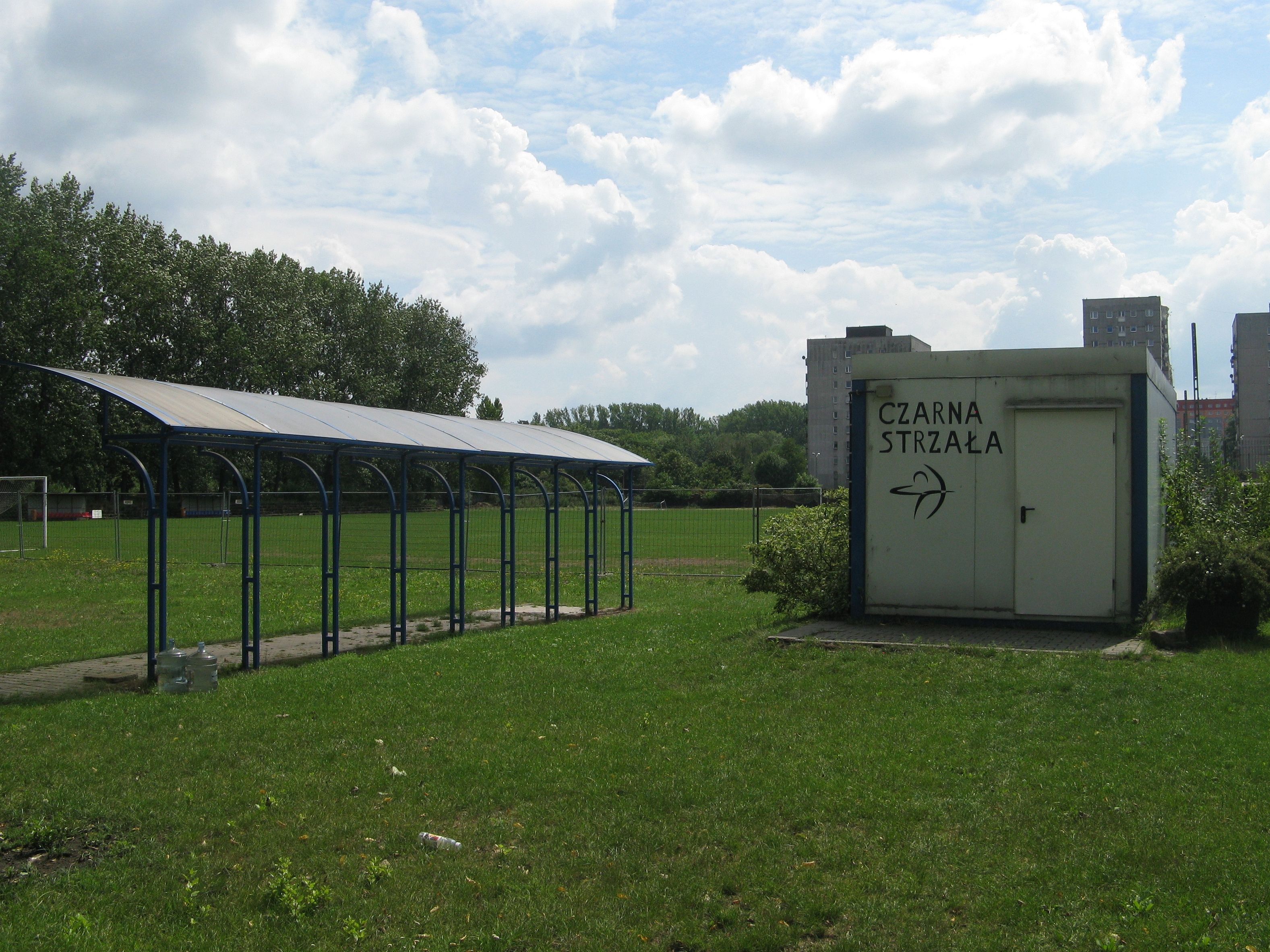
Tory łucznicze przy ulicy Piłkarskiej w Bytomiu.

Łucznicy "Czarnej Strzały" w okresie letnim (kwiecień - październik) trenują na wyremontowanych torach łuczniczych (2010) przy stadionie Polonii Bytom w Bytomiu przy ulicy Piłkarskiej. W sezonie zimowym trenują w wynajmowanych halach sportowych i zaprzyjaźnionych szkołach.

## Trenerzy
Trenerzy pracujący w klubie "Czarna Strzała:
| LP | LATA PRACY     | IMIĘ, NAZWISKO        | FUNKCJA                   |
| -- | -------------- | --------------------- | ------------------------- |
| 1  | 2001 - 2014    | Henryk Patlewicz      | trener główny             |
| 2  | 2001 - 2004    | Jadwiga Hobzda        | trener dzieci i młodzików |
| 3  | 2004 - 2013    | Grażyna Wojciechowska | trener dzieci i młodzików |
| 4  | 2014           | Piotr Łukasiewicz     | trener główny             |
| 5  | 2014 - obecnie | Dawid Michalski       | trener główny             |
| 6  | 2014 - 2018    | Ryszard Witek         | trener dzieci i młodzików |
| 7  | 2018 - 2024    | Grażyna Wojciechowska | trener młodzików          |
| 8  | 2018 - obecnie | Klaudia Szmit         | trener dzieci i młodzików |
| 9  | 2018 - 2022    | Anna Pieprzyca        | trener amatorów           |
| 10 | 2024 - obecnie | Natalia Michalska     | trener dzieci             |